# Jerzy Pawlak
Jerzy Pawlak ps. „Anioł”, „Bohun” (ur. 1920 w Wilnie, zm. 10 czerwca 2015) – polski pilot szybowcowy i samolotowy, uczestnik kampanii wrześniowej 1939, a później żołnierz akowskiej konspiracji, odznaczony Krzyżem Walecznych.

## Życiorys
W 1948 został skazany przez Wojskowy Sąd Rejonowy na 13 lat więzienia za przynależność do Armii Krajowej. Po wyjściu na wolność podjął studia techniczne w Wieczorowej Szkole Inżynierskiej i Politechnice Warszawskiej, uzyskując dyplom magistra inżyniera budownictwa lądowego. Od 1966 zajmował się historią polskiego lotnictwa wojskowego ze specjalnym uwzględnieniem okresu 1918-1939. 29 maja 1987 obronił pracę doktorską na Wydziale Historii Uniwersytetu Warszawskiego pt. „Polskie eskadry w latach 1918–1939” uzyskując stopień doktora nauk humanistycznych.
Mieszkał przez wiele lat na warszawskim Służewcu Przemysłowym. Ostatnich kilkanaście lat życia spędził samotnie w Pruszkowie, córka Lidia wyemigrowała do Wielkiej Brytanii a syn Krzysztof do USA. Zmarł 10 czerwca 2015 roku. Został pochowany 19 czerwca na Cmentarzu Centralnym w Siedlcach.

## Publikacje
Był autorem licznych artykułów w fachowej prasie lotniczej oraz książek:
- Brygada Pościgowa – ALARM!. Warszawa: Wydawnictwo Ministerstwa Obrony Narodowej, 1977. Brak numerów stron w książce
- Polskie eskadry w Wojnie Obronnej 1939. Warszawa: Wydawnictwa Komunikacji i Łączności, 1982, seria: Biblioteczka Skrzydlatej Polski. ISBN 83-206-0281-5. Brak numerów stron w książce
- Brygada Bombowa kurs bojowy!. Warszawa: Wydawnictwo Ministerstwa Obrony Narodowej, 1983. ISBN 83-11-06852-6.
- Polskie eskadry w latach 1918–1939 (Wydawnictwa Komunikacji i Łączności, 1989),
- Samotne załogi (Wyd. Bellona, 1992),
- Ostatnie lądowanie: lotnicy polscy zamordowani, zaginieni i zmarli w ZSRR IX 1939-IX 1942 (Wyd. „Historia pro futuro”, 1994),
- Pamięci lotników polskich 1918-1945 (Wyd. Bellona, 1998)
- Nad Warszawą: warszawskie Termopile 1939 i 1944 Wyd. (Wyd. ASKON, 2000)
- Absolwenci Szkoły Orląt 1925-1939 (Wyd. I i II Retro-Art, 2002 i 2009)
- Płonące bazy-wrzesień 1939 (Wyd. Retro-Art, 2004)
- Bezkarne Ludobójstwo na polskich oficerach-jeńcach wojennych w ZSRR – 1940 r. (Wyd. Retro-Art, 2007)
- 11 Pułk Myśliwski. Lida 1925 – 1928 (2012)